# Бо Ле
Бо Ле  (По-ле; поједностављени кинески: 伯乐; традиционални кинески: 伯樂; пинјин:Bólè) рођен је у Гао Гуо (данас округ Ченгву, град Хезе, провинција Чандонг) усред Периода Пролећа и Јесени. Његово право име било је Сун Јанг  (поједностављени кинески: 孙 阳; традиционални кинески: 孫 陽; пинјин: Sūn Yáng), јер је био чувар коња војводе Кин Мугонга од Кине (659 - 621. п. н. е.).  Овај кинески кротитељ и познати коњски судија, је великој Кинеској земљи и снажној војсци дао велики допринос као учитељ Ксиангме, а Кин Мугонг му је много веровао и доделио му је им „ Генерал Бо Ле“. Бо Ле је захваљујући својим способностима проглашен за легендарног прознаваоца физиономије коња („јер је разликовао коње по њиховим изгледу“). Бо Ле је у каснијем периоду живота написао резиме свог животног искуства у првој студији Ксиангме у кинеској историји - „Бо Ле Ксиангма Јинг“.

## Историја
Период Пролећа и Јесени   је део кинеској историји који отприлике одговара првој половини династији Источни Џоу (од друге половине 8. вијека п. н. е. до прве половине 5. виека п. н. е.).  Карактеристика Кине у доба прољећа и јесени је била та да се њоме владало кроз феудални систем. Краљеви династије Џоу су држали номиналну власт над Краљевском Доменом, смештеном око њихове престонице (савремени Луојанг),  делили плен широм Кине стотинама наследних племића (Џухоу 諸侯), потомцима чланова древног клана Џоу, потомцима сарадника оснивача династије или локалним велможама.
Овај период се карактерисао развојем продуктивности и војних потреба па су у њему коњи, који су коришћени за бројне намене имали веома истакнуту улогу. У то време људи су коње делили у шест категорија, и то  на:
- пастуве (коње за узгој),
- војне коње (за војну употребу),
- Ки коње (за церемонијалне активности),
- друмске коње (за ношење поште),
- Тианме (коње за лов)
- обичне коњи (за разне услужне делатности).

Имајући ово у виду узгајање коња и приповедање о коњима постала је важна тема у Кини. У таквим историјским условима Сун Јанг је за животну каријеру определио раду са коњима, након што је био ангажован у царској служби.  
Сун Јанг, који је имао велику амбицију, схватио да је у месту рођења  било тешко направи каријеру на малом простору и напустио је своју домовину. Након проласка кроз разне земље, коначно је стигао у државу Ћин, поставши министар Кин Мугонга. У то време Кин-овим економским развојем доминира сточарство и узгој  све више коња. У циљу борбе против жестоких витезова северних пастира, народ Кин је формирао своју коњицу, па је велику пажњу поклањао гајењу  и одабиру добрих коња.
Сун Јанг је дао велики допринос просперитету земље Кин и снажнењу војске Кин Мугонга који га је због изузетних достигнућа именовао у генерала Бо Леа". Бо Ле је коректно и одговорно обављао своје дужност, а поред доброг обављања посла са коњима бавио се и певањем и избором за државу Кин  способних мушкарца и жене, као што је био Јиу Фанг Гао.
После виђе година праксе и дуготрајног мукотрпног истраживања, Бо Ле је стекао богато искуство у Ксиангми, а затим спровео систематска истражћивања. Непрекидно је сакупљао информације и више пута је размишљао, и на крају написао прву књигу Ксиангме у кинеској историји - „Боле Ксиангма Јинг“, која се сматра класичним делом које је имало велики утицај у династијама Суи и Танг.   
Након што је Бо Ле умро, сахрањен је у свом родном граду. Бо Леово презиме по рођењу је Сун, п како већина Бо Леових сељана има ово презимена,  Бо Леа сматрају својим далеким претком. У прошлости је у његовом породичном храму још увек било двостиха: „Бо Ле Зонг Фенг Миан Ши Зе, Зхонг.  

## Способност Бо Леа да препозна особине коња
Ретки су они којима је небо дало такав дар, тако да су  сви после Бо Леа стицали способност препознавања коња кроз предан рад и стицање искуства, коме данас стреме сви узгајивачи коња, коњичке судије и ветеринари.
У једном од најстаријих целовитих дела у кинеској историји, „Хуаи Нан Дзи“, о Бо Леу се наводи да је имао способност да препозна „коња од 1000 миља“, само пажљивим посматрањен он је на коњу уочавао оно што свима другима није полазило за руком.
 

Због свог умећа, Бо Ле је у целој Кини био надалеко познат и цењен све до његове смрти.

## Порекло и значења имена Бо Ле
Због доброг познавања и изванредном разумевања коња Сун Јанга, са кинеским презименом Сун 孫 и именом Јанг 陽  (од јин и јанг), добио је почасно име Бо Ле, или Сун Бо Ле.‍:28
Бо Ле је  и име једне звезде, са које кинеска митолошка фигура надгледала крилату Тианма „небеског коња“. Предложена локације звезде Бо Ле је уз Дзаофу 造父 (легендарног кочијаша у кинеској астрономији) (Књига о Јину, пролеће 1988: 198) или у сазвежђу Скорпиус (кинеска астрономија). .
У савременом стандардном кинеском, Бо Ле фигуративно значи „добар судија са (посебно скривеном) таленту“, из шенгиу идиома Боле-чиангма (кинески: 伯樂 相 馬; бук. „Бо Ле за физиогномизацију коња“). Класични кинески израз  Боле игу (кинески: 伯樂 一 顧; лит. „Један поглед из Болеа“) значи „тренутно повећати тражену цену нечега“.
Име Бо Ле такође може бити романизовано као По-ле или По Ло.

## Примена имена Бо Ле у кинеским текстовима
Име Бо Ле јавља се у насловима разних кинеских књига о медицини коња - али то не значи да је Бо Ле био њихов аутор.  Имрије са сардницима објашњава да, 
Свима је познато да је био чест случај у Кини,  да аутори појединих дела не откривају своја имена, па су тако аутори  бјављивали своје књиге под именом познатих историјских или чак легендарних личности које су живеле вековима, ако не и миленијумима раније.
Најстарије забележене књиге са Бо Леовим именом наведене су у библиографском одељку о ветеринарским текстовима (636) књиге Суи. Две су забележена као изгубљена након династије Ли Јанг (502-577): Боле киангма јинг 伯樂 相 馬 經 „Бо Леова класична физиогномије коња“ и Бо Леова лиаома јинг 伯樂 療 馬 經 „Бо Леова класика о лечењу коња“. Трећи ветеринарски текст постојао је за време династије Суи (578-618): Боле зхима забинг јинг 伯樂 治 馬 雜 病 經 „Боле'с Цлассиц он Цуре тхе Вариоус Цонселлс оф Хорсес“.
Кинеске легенде повезују Бо Леа са пореклом ветеринарске акупунктуре за коње, што неки западни извори погрешно тумаче као историју. На пример (Лин и Панзер 1994: 426), „Други познати ветеринар, Сун Јанг, алиас Баиле, написао је Би Леов Зхен Јинг (Билеов канон о ветеринарској акупунктури) у време Кин Му-Гонга (659-621. п. н. е.).“ (1385) Симу ањи ји 司 牧 安 驥 集 „Збирка начина коња за умиривање чистокрвних пастира“ наводи названу Бо Ле зхен јинг 伯樂 針 經 „Болеову класику„ Игле / акупунктура “), али кључна реч овог наслова зхен 針„игла; пин "може двосмислено значити или" иглање (за заустављање врења, итд.) "или" акупунктура. Имрије и сарадници   закључују да нема разлога да се Боле зхен јинг повезује са акупунктуром, јер су Симуањи ји и други рани ветеринарски текстови  користили зхен да означе „каутеризацију или флеботомију“.